# 1806 au théâtre
| Années du théâtre : 1803 - 1804 - 1805 - 1806 - 1807 - 1808 - 1809    |
| Décennies du théâtre : 1770 - 1780 - 1790 - 1800 - 1810 - 1820 - 1830 |

## Événements
- Inauguration de l'Adelphi Theatre à Londres, spécialisé dans la comédie et le théâtre musical.

## Pièces de théâtre représentées
- 24 janvier : El sí de las niñas  (« Le Oui des jeunes filles ») , comédie de mœurs de Leandro de Moratín, au théâtre de la Cruz à Madrid.

## Naissances
- 9 mars : Edwin Forrest, acteur de théâtre américain, spécialiste du répertoire shakespearien, mort le 12 décembre 1872.
- 25 juillet : Philippe Dumanoir, auteur dramatique et librettiste français, mort le 13 novembre 1865.

## Décès
- 1er février : Charles-Nicolas-Joseph-Justin Favart, auteur dramatique et acteur français, né le 17 mars 1749.
- 4 avril : Carlo Gozzi, dramaturge italien, né le 13 décembre 1720.
- 13 août : Pierre-Jean-Baptiste Choudard, dit Desforges, acteur et dramaturge français, né le 15 septembre 1746.
- 27 septembre : Wolfgang Heribert von Dalberg, homme politique et auteur dramatique allemand, né le 18 novembre 1750.
- 2 octobre : María Rosa de Gálvez, poète et dramaturge espagnole, née le 14 août 1768.
- 29 octobre : Ichikawa Danjūrō V, acteur japonais de kabuki, né en  août 1741.
- 26 décembre : Louis Carrogis de Carmontelle dit Carmontelle, peintre, architecte-paysagiste et auteur dramatique français, né le 15 août 1717.